# Associazione Sportiva Dilettantistica Mozzanica 2011-2012
Questa voce raccoglie le informazioni riguardanti l'Associazione Sportiva Dilettantistica Mozzanica nelle competizioni ufficiali della stagione 2011-2012.

## Stagione
Nel campionato di Serie A 2011-2012 il club bergamasco terminò al 5º posto.
In Coppa Italia fu eliminata al secondo turno dal Brescia perdendo in casa 2-3.

## Divise e sponsor
| Casa | Trasferta |

## Rosa
| N. |                   | Ruolo | Calciatrice         |
| -- | ----------------- | ----- | ------------------- |
|    | Italia (bandiera) | P     | Francesca Cavagna   |
|    | Italia (bandiera) | P     | Alessia Gritti      |
|    | Italia (bandiera) | P     | Mariella Orlando    |
|    | Italia (bandiera) | D     | Federica Asperti    |
|    | Italia (bandiera) | D     | Maruska Bernardi    |
|    | Italia (bandiera) | D     | Jenny Dossi         |
|    | Italia (bandiera) | D     | Angela Locatelli    |
|    | Italia (bandiera) | D     | Moira Mistrini      |
|    | Italia (bandiera) | D     | Marianna Rota       |
|    | Italia (bandiera) | D     | Francesca Sampietro |
|    | Italia (bandiera) | D     | Giorgia Spinelli    |
|    | Italia (bandiera) | D     | Francesca Tonani    |

| N. |                   | Ruolo | Calciatrice        |
| -- | ----------------- | ----- | ------------------ |
|    | Italia (bandiera) | C     | Federica Fumagalli |
|    | Italia (bandiera) | C     | Claudia Mauri      |
|    | Italia (bandiera) | C     | Giulia Nasuti      |
|    | Italia (bandiera) | C     | Veronica Rizzo     |
|    | Italia (bandiera) | C     | Giulia Rizzon      |
|    | Italia (bandiera) | C     | Andrea Scarpellini |
|    | Italia (bandiera) | A     | Laura Bianchi      |
|    | Italia (bandiera) | A     | Caterina Franzosi  |
|    | Italia (bandiera) | A     | Elisa Perini       |
|    | Italia (bandiera) | A     | Chiara Piccinno    |
|    | Italia (bandiera) | A     | Stefania Tarenzi   |
|    | Italia (bandiera) | A     | Chantal Trezzi     |

## Calciomercato

### Sessione estiva
| Acquisti | Acquisti            | Acquisti | Acquisti   |
| R.       | Nome                | da       | Modalità   |
| -------- | ------------------- | -------- | ---------- |
| P        | Francesca Cavagna   | Atalanta | definitivo |
| D        | Francesca Sampietro | Torino   | definitivo |
| D        | Giorgia Spinelli    | Atalanta | definitivo |
| C        | Giulia Nasuti       | Reggiana | definitivo |
| C        | Andrea Scarpellini  | Atalanta | definitivo |

| Cessioni | Cessioni       | Cessioni     | Cessioni   |
| R.       | Nome           | a            | Modalità   |
| -------- | -------------- | ------------ | ---------- |
| D        | Ilaria Lazzari | Inter Milano | definitivo |

## Risultati

### Serie A

#### Girone di andata
| Arbitro: | Nicola Andreoli (Brescia) |

|                   |           |                      |
| Nasuti 84’ (rig.) | Marcatori | 40’ Pini 86’ Girelli |

| Arbitro: | Federico Allegro (Padova) |

|                                         |           |  |
| Mauro 32’, 34’ Brumana 37’ Sorvillo 79’ | Marcatori |  |

| Arbitro: | Alessandro Meleleo (Casarano) |

|                        |           |                                |
| Perini 33’ Tarenzi 65’ | Marcatori | 5’ Mastrovincenzo 24’ Dulbecco |

| Arbitro: | Claudio Gualtieri (Asti) |

|              |           |  |
| Bonansea 35’ | Marcatori |  |

| Arbitro: | Daniel Pedretti (Brescia) |

|            |           |  |
| Nasuti 39’ | Marcatori |  |

| Arbitro: | Simone Sabbatini (Forlì) |

|           |           |                                                                          |
| Lotto 29’ | Marcatori | 5’ (rig.) Nasuti 7’ Sampietro 16’, 70’ Fumagalli 75’ Franzosi 87’ Tonani |

| Arbitro: | Davide Ortona (Milano) |

|                           |           |  |
| Fumagalli 32’ Tarenzi 79’ | Marcatori |  |

| Arbitro: | Gianluca Sartori (Padova) |

|                               |           |                 |
| Sabatino 6’ Ferrandi 62’, 93’ | Marcatori | 13’ Scarpellini |

| Arbitro: | Marco Trinchieri (Milano) |

|                              |           |            |
| Scarpellini 41’ Piccinno 50’ | Marcatori | 83’ Pasqui |

| Arbitro: | Francesco Santi (Prato) |

|           |           |             |
| Brutti 1’ | Marcatori | 16’ Tarenzi |

| Mozzanica 21 gennaio 2012 11ª giornata | Mozzanica                  | 0 – 0 referto | ACF Milan | Stadio comunale\| Arbitro: \| Riccardo Campana (Seregno) \| |
| Arbitro:                               | Riccardo Campana (Seregno) |               |           |                                                             |

| Arbitro: | Alessandro Meleleo (Casarano) |

|  |           |             |
|  | Marcatori | 55’ Tarenzi |

| Arbitro: | Lorenzo Dalla Palma (Milano) |

|  |           |                                      |
|  | Marcatori | 3’, 32’, 50’ Panico 12’, 52’ Fuselli |

#### Girone di ritorno
| Arbitro: | Stefano Bortoluzzi (San Donà di Piave) |

|                     |           |  |
| Rocha 19’, 29’, 78’ | Marcatori |  |

| Arbitro: | Gabriele Bertelli Giuseppe (Busto Arsizio) |

|                   |           |                                                    |
| Nasuti 75’ (rig.) | Marcatori | 26’, 81’ Brumana 35’ Mauro 61’ Riboldi 72’ Tuttino |

| Arbitro: | Gabriele Agostini (Bologna) |

|  |           |                            |
|  | Marcatori | 79’ Perini 92’ Scarpellini |

| Arbitro: | Davide Curti (Milano) |

|           |           |  |
| Mauri 32’ | Marcatori |  |

| Arbitro: | Francesco Alessandro Iovine (Napoli) |

|                       |           |                                                          |
| Berarducci 68’ (rig.) | Marcatori | 1’, 56’ Mauri 26’ (82) Scarpellini 27’ Trezzi 73’ Perini |

| Arbitro: | Stefano Gosetto (Schio) |

|                         |           |                  |
| Piccinno 51’ Perini 60’ | Marcatori | 41’ Zandomenichi |

| Arbitro: | Fabio Cappelletto (Treviso) |

|                  |           |                              |
| Domenichetti 86’ | Marcatori | 36’ Perini 63’, 68’ Piccinno |

| Arbitro: | Giuseppe Gabriele Bertelli (Busto Arsizio) |

|                         |           |                         |
| Piccinno 51’ Tonani 94’ | Marcatori | 58’ Ferrandi 58’ Baroni |

| Arbitro: | Filippo Vona (Frosinone) |

|                     |           |              |
| Bernardi 15’ (aut.) | Marcatori | 89’ Piccinno |

| Arbitro: | Lorenzo Dalla Palma (Milano) |

|                                           |           |            |
| Perini 11’ Piccinno 18’ Casile 80’ (aut.) | Marcatori | 52’ Guagni |

| Arbitro: | Davide Miele (Torino) |

|              |           |            |
| Mantuano 60’ | Marcatori | 87’ Tonani |

| Arbitro: | Anna Di Nardo (Lodi) |

|                                |           |  |
| Fumagalli 2’ Piccinno 10’, 32’ | Marcatori |  |

| Arbitro: | Giuseppe Alessandro Paolino (Alghero) |

|                         |           |                            |
| Panico 33’ Iannella 52’ | Marcatori | 58’ Piccinno 78’ Fumagalli |

### Coppa Italia

#### Primo turno
| 25 settembre 2011, ore 15:30 CEST | Atalanta | 0 – 8 | Mozzanica |  |

#### Secondo turno
| Arbitro: | Fabrizio Giorgi (Legnano) |

|                        |           |                                     |
| Mauri 62’ Franzosi 79’ | Marcatori | 8’ Zizioli 58’ Sabatino 88’ Cernoia |

## Statistiche

### Statistiche di squadra
| Competizione | Punti | In casa | In casa | In casa | In casa | In casa | In casa | In trasferta | In trasferta | In trasferta | In trasferta | In trasferta | In trasferta | Totale | Totale | Totale | Totale | Totale | Totale | DR  |
| Competizione | Punti | G       | V       | N       | P       | Gf      | Gs      | G            | V            | N            | P            | Gf           | Gs           | G      | V      | N      | P      | Gf     | Gs     | DR  |
| ------------ | ----- | ------- | ------- | ------- | ------- | ------- | ------- | ------------ | ------------ | ------------ | ------------ | ------------ | ------------ | ------ | ------ | ------ | ------ | ------ | ------ | --- |
| Serie A      | 43    | 13      | 7       | 3       | 3       | 20      | 19      | 13           | 5            | 4            | 4            | 24           | 19           | 26     | 12     | 7      | 7      | 44     | 38     | +6  |
| Coppa Italia | -     | 1       | 0       | 0       | 1       | 2       | 3       | 1            | 1            | 0            | 0            | 8            | 0            | 2      | 1      | 0      | 1      | 10     | 3      | +7  |
| Totale       | -     | 14      | 7       | 3       | 4       | 22      | 22      | 14           | 6            | 4            | 4            | 32           | 19           | 28     | 13     | 7      | 8      | 54     | 41     | +13 |

### Statistiche delle giocatrici
| Giocatore      | Serie A  | Serie A | Serie A     | Serie A    | Coppa Italia | Coppa Italia | Coppa Italia | Coppa Italia | Totale   | Totale | Totale      | Totale     |
| Giocatore      | Presenze | Reti    | Ammonizioni | Espulsioni | Presenze     | Reti         | Ammonizioni  | Espulsioni   | Presenze | Reti   | Ammonizioni | Espulsioni |
| -------------- | -------- | ------- | ----------- | ---------- | ------------ | ------------ | ------------ | ------------ | -------- | ------ | ----------- | ---------- |
| F. Asperti     | 0        | 0       | 0           | 0          | ?            | ?            | ?            | ?            | 0+       | 0+     | 0+          | 0+         |
| M. Bernardi    | 17       | 0       | 1           | 0          | ?            | ?            | ?            | ?            | 17+      | 0+     | 1+          | 0+         |
| L. Bianchi     | 2        | 0       | 0           | 0          | ?            | ?            | ?            | ?            | 2+       | 0+     | 0+          | 0+         |
| F. Cavagna     | 1        | -1      | 0           | 0          | ?            | ?            | ?            | ?            | 1+       | -1+    | 0+          | 0+         |
| J. Dossi       | 11       | 0       | 0           | 0          | ?            | ?            | ?            | ?            | 11+      | 0+     | 0+          | 0+         |
| C. Franzosi    | 9        | 1       | 0           | 0          | ?            | ?            | ?            | ?            | 9+       | 1+     | 0+          | 0+         |
| F. Fumagalli   | 20       | 5       | 2           | 0          | ?            | ?            | ?            | ?            | 20+      | 5+     | 2+          | 0+         |
| A. Gritti      | 25       | -36     | 0           | 0          | ?            | ?            | ?            | ?            | 25+      | -36+   | 0+          | 0+         |
| A. Locatelli   | 26       | 0       | 0           | 0          | ?            | ?            | ?            | ?            | 26+      | 0+     | 0+          | 0+         |
| C. Mauri       | 25       | 3       | 4           | 0          | ?            | ?            | ?            | ?            | 25+      | 3+     | 4+          | 0+         |
| M. Mistrini    | 5        | 0       | 0           | 0          | ?            | ?            | ?            | ?            | 5+       | 0+     | 0+          | 0+         |
| G. Nasuti      | 26       | 4       | 1           | 0          | ?            | ?            | ?            | ?            | 26+      | 4+     | 1+          | 0+         |
| M. Orlando     | 0        | 0       | 0           | 0          | ?            | ?            | ?            | ?            | 0+       | 0+     | 0+          | 0+         |
| E. Perini      | 22       | 6       | 2           | 0          | ?            | ?            | ?            | ?            | 22+      | 6+     | 2+          | 0+         |
| C. Piccinno    | 23       | 10      | 3           | 0          | ?            | ?            | ?            | ?            | 23+      | 10+    | 3+          | 0+         |
| V. Rizzo       | 4        | 0       | 0           | 0          | ?            | ?            | ?            | ?            | 4+       | 0+     | 0+          | 0+         |
| G. Rizzon      | 2        | 0       | 0           | 0          | ?            | ?            | ?            | ?            | 2+       | 0+     | 0+          | 0+         |
| M. Rota        | 22       | 0       | 1           | 0          | ?            | ?            | ?            | ?            | 22+      | 0+     | 1+          | 0+         |
| F. Sampietro   | 26       | 1       | 2           | 0          | ?            | ?            | ?            | ?            | 26+      | 1+     | 2+          | 0+         |
| A. Scarpellini | 25       | 5       | 3           | 0          | ?            | ?            | ?            | ?            | 25+      | 5+     | 3+          | 0+         |
| G. Spinelli    | 9        | 0       | 0           | 0          | ?            | ?            | ?            | ?            | 9+       | 0+     | 0+          | 0+         |
| S. Tarenzi     | 14       | 4       | 0           | 0          | ?            | ?            | ?            | ?            | 14+      | 4+     | 0+          | 0+         |
| F. Tonani      | 24       | 3       | 2           | 0          | ?            | ?            | ?            | ?            | 24+      | 3+     | 2+          | 0+         |
| C. Trezzi      | 18       | 1       | 2           | 1          | ?            | ?            | ?            | ?            | 18+      | 1+     | 2+          | 1+         |